# Robert Desmettre
Robert Desmettre, né le 5 août 1901 à Neuville-en-Ferrain et mort le 6 mars 1936 à Tourcoing, est un nageur et un joueur de water-polo français.

## Carrière
Licencié au club de natation des Enfants de Neptune de Tourcoing, Robert Desmettre est champion de France de natation en bassin de 50 m du 500 m nage libre en 1919.
Il est aussi champion olympique de water-polo aux Jeux olympiques d'été de 1924 à Paris.
Le parcours olympique victorieux de 1924 est l'objet du livre Henri Padou et ses frères d'eau, de Raphaël Perry  (ISBN 978-2-37827-979-0).